# Corinna Brown
Corinna Brown (Londres, 24 de diciembre de 1998) es una actriz británica. Es conocida por su papel como Tara Jones en la serie de Netflix Heartstopper.

## Vida y carrera
Brown nació en el distrito de Waltham Forest, al este de Londres. Comenzó a actuar cuando era niña, inscribiéndose en clases de danza los sábados y luego de teatro musical en la Escuela de Cine y Teatro Anna Fiorentini local. A través de esto, actuó en programas de variedades en Hackney Empire y firmó con su agencia. Brown también actuó con la compañía juvenil de la Real Academia de Arte Dramático. Actuó en comerciales e hizo su debut televisivo en la película de BBC Three de 2012 My Murder, junto con John Boyega. También apareció en el spin-off de Disney Channel The Evermoor Chronicles.
Brown se matriculó en East 15 Acting School y se graduó en 2020. Se especializó en actuación y combate escénico. Después de estudiar en East 15, firmó con MacFarlane Chard.
Después de graduarse en la escuela de teatro, Brown interpretó a Swanhilde en Coppélia en el New Vic Theatre. Luego regresó a la televisión cuando fue elegida para el papel principal de Tara Jones en la adaptación de Netflix de Heartstopper de Alice Oseman. La primera temporada se emitió en 2022 y la segunda temporada en 2023. También hizo una aparición especial como Chelsea Craig en un episodio de la telenovela médica británica Doctors.

## Filmografía

### Cine
| Año  | Título    | Papel           | Notas            |
| ---- | --------- | --------------- | ---------------- |
| 2012 | My Murder | Nashauna        | Película para TV |
| 2017 | Daphne    | Chica en el bus | Película         |

### Televisión
| Año           | Título                  | Papel         | Notas           |
| ------------- | ----------------------- | ------------- | --------------- |
| 2020          | The Show Must Go Online | Messala       | 1 episodio      |
| 2022          | Doctors                 | Chelsea Craig | 1 episodio      |
| 2022-presente | Heartstopper            | Tara Jones    | Papel principal |

## Teatro
| Año  | Título   | Papel     | Notas                                 |
| ---- | -------- | --------- | ------------------------------------- |
| 2021 | Coppélia | Swanhilde | New Vic Theatre, Newcastle-under-Lyme |